# Tabacalera (Málaga)
La Tabacalera es el nombre por el que localmente se conoce a la antigua Real Fábrica de Tabacos de Málaga (España). Está situada en el distrito Carretera de Cádiz, junto a la playa de la Misericordia. 

## Historia
La industria del tabaco ya había tenido sus antecedentes en Málaga con la instauración de la Real Fábrica de Tabacos en el Palacio de la Aduana entre 1829 y 1839. Cánovas del Castillo adjudicó con una Real Orden en 1884 la creación de una fábrica en La Malagueta, pero tras su asesinato esta medida se dio por perdida. Tras la Primera Guerra Mundial aumenta la demanda y el Estado autoriza a Málaga, Sevilla, Barcelona, Badajoz y Tarragona a producir tabaco en 1922.
Se eligió la llamada Huerta de San Rafael para la construcción de once pabellones entre 1923 y 1927 por la Compañía Tabacalera, con el mismo proyecto que en la ciudad de Tarragona y los mismos arquitectos, aunque no comenzó a funcionar hasta 1932. Es de estética regionalista con elementos renacentistas, una corriente artística decimonónica en respuesta a una búsqueda de identidad arquitectónica nacional. 
El 21 de diciembre de 2002 se cerró la fábrica de tabacos y en 2004 pasó a titularidad pública y municipal del Ayuntamiento de Málaga.
Tras una restauración, el 17 de septiembre de 2007 se abrió al público el Organismo Público de Gestión Tributaria (Gestrisam) que estaba dividido en diferentes edificios y se unificó en uno de los antiguos secaderos de la Tabacalera para facilitar el uso ciudadano. Otras dependencias municipales como el Centro Municipal de Informática (Cemi), el área de Bienestar Social o el área de la Mujer ocuparon los edificios de los antiguos secaderos restantes en verano de 2010 y el Centro de Control Unificado en 2015. Asimismo, desde 2013, la Escuela de Negocios ESESA se encuentra en el edificio que está situado junto a la puerta principal que da acceso al recinto.
En el ala este del edificio principal se abrió el Museo Automovilístico de Málaga el 16 de septiembre de 2010 tras unos años de obras. También estuvo ocupado entre 2012 y 2016 por el Centro de Información y Control del proyecto hispano-japonés de movilidad eléctrica Zem2ALL.
El módulo central ,desde el 25 de marzo de 2015, alberga la sede de la Colección del Museo Ruso San Petersburgo Málaga.
El ala oeste  aloja  el Polo Nacional de Contenidos Digitales desde el 6 de junio de 2017, ampliado en 2021 con el Campus 42 Málaga  y en 2024 con la Incubadora de Alta Tecnología (IAT) en 2024.